# Dinopsyllus semnus
Dinopsyllus semnus är en loppart som beskrevs av Jordan 1937. Dinopsyllus semnus ingår i släktet Dinopsyllus och familjen mullvadsloppor. Inga underarter finns listade i Catalogue of Life.